# Labi Siffre
Claudius Afolabi (Labi) Siffre (Londen, 25 juni 1945), is een Britse singer-songwriter en dichter.

## Loopbaan
Begin jaren 70 en eind jaren 80 kreeg hij een aantal hits met onder meer It Must Be Love (1972) (later gecoverd door Madness), Watch Me, Nothing's Gonna Change (in Nederland op donderdag 12 november 1987 TROS Paradeplaat op Radio 3) en Listen To The Voices (1988). Siffre's grootste hit was het nummer (Something Inside) so strong. Het protestlied tegen apartheid in Zuid-Afrika bereikte in Nederland in het voorjaar van 1987 de 3e positie in de Nederlandse Top 40 en de 4e positie in de Nationale Hitparade Top 100.
In België bereikte (Something Inside) so strong de 14e positie in de Vlaamse Ultratop 50 en de 16e positie in de Vlaamse Radio 2 Top 30.
Behalve albums heeft Siffre ook een aantal dichtbundels en toneelstukken uitgebracht.

## Discografie

### Albums
| Album met eventuele hitnotering(en) in de Nederlandse Album Top 100 | Datum van verschijnen | Datum van binnenkomst | Hoogste positie | Aantal weken | Opmerkingen |
| ------------------------------------------------------------------- | --------------------- | --------------------- | --------------- | ------------ | ----------- |
| So strong                                                           | 1987                  | 05-11-1988            | 15              | 40           |             |

## Singles
| Single met eventuele hitnotering(en) in de Nederlandse Top 40 | Datum van verschijnen | Datum van binnenkomst | Hoogste positie | Aantal weken | Opmerkingen                                                      |
| ------------------------------------------------------------- | --------------------- | --------------------- | --------------- | ------------ | ---------------------------------------------------------------- |
| A little more line                                            | 1970                  | 19-12-1970            | tip6            | -            |                                                                  |
| It must be love                                               | 1972                  | 22-01-1972            | 21              | 5            | #25 in de Hilversum 3 Top 30                                     |
| Watch me                                                      | 1972                  | 30-09-1972            | 16              | 5            | #14 in de Hilversum 3 Top 30                                     |
| (Something Inside) so strong                                  | 1987                  | 13-06-1987            | 3               | 11           | #4 in de Nationale Hitparade Top 100                             |
| Nothing's gonna change                                        | 1987                  | 12-12-1987            | 21              | 6            | #24 in de Nationale Hitparade Top 100 / TROS Paradeplaat Radio 3 |
| Listen to the voices                                          | 1988                  | 29-10-1988            | 23              | 5            | #22 in de Nationale Hitparade Top 100                            |

### NPO Radio 2 Top 2000
| Nummers met noteringen in de NPO Radio 2 Top 2000 | '99  | '00 | '01  | '02  | '03  | '04 | '05 | '06 | '07 | '08 | '09 | '10 | '11 | '12 | '13 | '14 | '15 | '16  | '17  | '18  | '19  | '20  | '21  | '22  | '23  | '24  |
| ------------------------------------------------- | ---- | --- | ---- | ---- | ---- | --- | --- | --- | --- | --- | --- | --- | --- | --- | --- | --- | --- | ---- | ---- | ---- | ---- | ---- | ---- | ---- | ---- | ---- |
| It Must Be Love                                   | 1451 | -   | 1823 | 1638 | 1983 | -   | -   | -   | -   | -   | -   | -   | -   | -   | -   | -   | -   | -    | -    | -    | -    | -    | -    | -    | -    | -    |
| (Something Inside) So Strong                      | 475  | 583 | 424  | 626  | 836  | 673 | 734 | 668 | 776 | 684 | 855 | 846 | 878 | 428 | 922 | 815 | 861 | 1164 | 1424 | 1399 | 1570 | 1610 | 1359 | 1609 | 1800 | 1954 |

1. ↑  Een '-' betekent dat het nummer niet was genoteerd en een vetgedrukt getal geeft de hoogste notering van een nummer aan.

### Studioalbums
- Labi Siffre (1970)
- The Singer and the Song (1971)
- Crying Laughing Loving Lying (1972)
- For the Children (1973)
- Remember My Song (1975)
- Happy (1975)
- So Strong (1988)
- Man of Reason (1991)
- The Last Songs" (1998)
- Monument (Spoken Word) (1998)
- The Last Songs (Re-mastered)" (2006)

## Trivia
- Zijn nummer I Got The werd door de Amerikaanse rapper Eminem gesampled voor zijn debuutsingle My Name Is. Het nummer My song is gesampled door Kanye West voor het nummer I wonder van de rapper.
- Madness coverde "It Must Be Love" in 1981. Het liedje bereikte de vierde plek in Britse Charts en nummer 33 in de Verenigde Staten in 1983. Labi Siffre verscheen tevens in de videoclip.
- "(Something Inside) So Strong" werd gecoverd door Kenny Rogers in 1989 (op zijn gelijknamige album'. Het nummer werd tevens gecoverd door Vanessa Bell Armstrong in 1988 en later door een groep gospelartiesten voor een ode aan Rosa Parks midden jaren 90. The Flying Pickets coverde het nummer in 1994 op hun album The Warning.Michael Ball nam het nummer ook op in 1996. Hiermee bereikte hij nummer 40 in de Britse Charts. Het nummer werd in 2002 nogmaals gecoverd door Rik Waller en op single uitgebracht. Move4Parkinson's Voices of Hope Choir coverde het nummer in april 2013 voor de herdenking van Wereld Parkinsons Dag. Het nummer bereikte de nummer 1-positie in de Ierse R&B iTunes chart.
- Rod Stewart coverde "Crying Laughing Loving Lying" op zijn compilatiealbum uit 1995 Handbags & Gladrags (Mercury UK).